# Карапетян, Гарик
Гарик Карапетян (арм. Գարիկ Կարապետյան; род. 11 июня 2003 года) — армянский тяжелоатлет, двукратный чемпион Европы (2023, 2025), бронзовый призёр чемпионата Европы 2024 года.

## Карьера
В 2019 году на юношеском чемпионате мира стал вторым в весовой категории до 89 кг с результатом 305 кг по сумме двух упражнений. В этом же году на юношеском чемпионате Европы также завоевал серебряную медаль в категории до 96 кг.
В 2021 году на молодёжном чемпионате мира завоевал чемпионский титул в категории до 96 кг с результатом 355 кг. Через год вновь стал чемпионом мира среди молодёжи с весом нам штанге в 370 кг. В октябре 2022 года на молодёжном чемпионате Европы в категории до 96 кг стал победителем.
В 2023 году, весной, на чемпионате Европы в Ереване, в категории до 102 килограммов, завоевал золотую медаль с результатом по сумме двух упражнений 392 килограмма. В упражнении рывок стал чемпионом с весом 178 кг, а в упражнении толчок был вторым с весом 214 кг.
В Саудовской Аравии, где состоялся Чемпионат мира по тяжёлой атлетике 2023 года, армянский спортсмен в категории до 102 кг стал пятым с результатом 393 кг по сумме двух упражнений и новым рекордом мира среди юниоров. Малая серебряная медаль в рывке досталась ему.
В феврале 2024 года на чемпионате Европы в Софии Гарик завоевал бронзовую медаль по сумме двух упражнений с результатом 394 кг. В упражнении рывок был первым (182 кг).
В декабре 2024 года на чемпионате мира в Бахрейне в упражнении рывок завоевал малую серебряную медаль с результатом 183 кг.
На чемпионате Европы 2025 года в Кишинёве завоевал золотую медаль в весовой категории до 109 кг с итоговым результатом 411 кг. В упражнениях «рывок» и «толчок» стал победителем.

## Достижения
Чемпионат Европы
| Результат | Вес       | Год  | Место соревнований | Рывок | Толчок | Общий вес |
| Золото    | до 102 кг | 2023 | Ереван, Армения    | 178,0 | 214,0  | 392,0     |
| Бронза    | до 102 кг | 2024 | София, Болгария    | 182,0 | 212,0  | 394,0     |
| Золото    | до 109 кг | 2025 | Кишинёв, Молдова   | 185,0 | 226,0  | 411,0     |